# Hotel Tropicana (Album)
Hotel Tropicana ist das neunte Studioalbum der deutschen Pop- und Schlagersängerin Vanessa Mai, es ist das dritte Studioalbum unter dem Musikprojekt Wolkenfrei.

## Entstehung und Artwork

### Entstehung
Alle zwölf Lieder des Albums wurden vom Stuttgarter Autoren, Musiker und Produzenten Felix Gauder, in Zusammenarbeit mit wechselnden Koautoren, geschrieben. Sieben dieser Titel schrieb er gemeinsam mit, dem ebenfalls in Stuttgart wirkenden, Oliver Novakovic (Oli Nova), der damit die zweitmeisten Autorenbeteiligungen stellt. Gauder und Nova wiederum schrieben fünf Titel als Trio mit Daniel Gramer, der auch in Stuttgart arbeitet. Mehrfache Autorenbeteiligungen stammen auch vom deutsch-italienischen Liedtexter Olaf Bossi (4 Titel) und der österreichischen Singer-Songwriterin Julia Kautz (2 Titel). Darüber hinaus schrieben der Berliner Singer-Songwriter Basti Becks und die in Hamburg lebende Linda Stark je an einem Lied mit. Nachdem Mai bei ihren letzten drei Studioalben Für immer (2020), Mai Tai (2021) und Metamorphose (2022) als Hauptautorin mitwirkte, stellt sie hierauf erstmals seit Schlager (2018) keinen selbstgeschriebenen Titel.
Gauder war darüber hinaus für den größten Teil der weiteren Produktionsschritte zuständig, darunter die Abmischung, Aufnahme, das Mastering, die Produktion und Programmierung. Diese tätigte er in den Jojo Music Studios in Stuttgart, dessen Inhaber er ist.
Mai kehrte mit der Produktion zu Hotel Tropicana zu ihren ehemaligen Autoren und Produzenten Olaf Bossi, Felix Gauder und Oli Nova zurück, die ihrerzeit Hauptautoren der Wolkenfrei-Alben Endlos verliebt (2014) und Wachgeküsst (2015) waren. Gauder und Nova waren zudem auch vereinzelt für die Vanessa-Mai-Alben Regenbogen (2017) und Schlager (2018) tätig. Während Mai im Juli 2018 mit Wir 2 immer 1 noch eine Single in Zusammenarbeit mit Gauder und Nova veröffentlichte, ist es in Zusammenarbeit mit Bossi die erste seit Ein Engel in der Weihnachtszeit. Die Autoren Becks, Kautz und Stark arbeiteten erstmals mit Mai; Gramer schrieb mit Feuer und Eis einen Titel für das Album Schlager.

### Artwork
Auf dem Frontcover des Albums ist – neben Künstlernamen und Albumtitel – Vanessa Mai zu sehen. Das Bild entstand beim Musikvideodreh zu Uns gehört die Welt auf Teneriffa und zeigt sie, während sie mit verschränkten Armen aus dem Fenster eines VW-Busses lehnt und dabei in die Kamera schaut. Im Inneren der CD befindet sich ein 16-seitiges Begleitheft mit Bildern, Liedtexten und den Mitwirkenden. Die Fotografien entstand durch die Leipziger Fotografin Sandra Ludewig, die in der Vergangenheit schon diverse Fotoshootings mit Mai durchführte. Das gleiche Coverbild wurde auch für die Singleauskopplung Uns gehört die Welt verwendet.

## Veröffentlichung und Promotion

### Veröffentlichung
Die Erstveröffentlichung von Hotel Tropicana erfolgte am 31. März 2023 als CD, Download und Streaming durch Ariola. Bereits ab dem 3. Februar 2023 stand das Album zum Vorbestellen bereit. Für den Vertrieb zeichnete Sony Music Entertainment verantwortlich. Verlegt wurden, mit einer Ausnahme, alle Lieder durch AFM Publishing, dem Verlag von Mais Ehemann und Manager Andreas Ferber sowie OneTwoFour Publishing. Weitere Titel wurden durch Edition Intro Meisel (7 Titel), dem Lidalula Musikverlag (4) und Concord Music (1) verlegt. Das Standardalbum setzt sich aus zwölf Neukompositionen zusammen. Zeitgleich erschien eine digitale Version, die um einen sogenannten „Hit Mix“ und einen Remix erweitert wurde.
Am Tag der Erstveröffentlichung erschien das Album, neben der Standard-CD, in sechs weiteren physischen Ausführungen. Zwei dieser Ausführungen beinhalten neben der CD Eintrittskarten zu exklusiven „Releasekonzerten“. Weitere zwei Ausführungen beinhalten je ein T-Shirt als Merchandise-Beilage, hierbei standen ein graues oder weißes T-Shirt zur Verfügung. Darüber hinaus erschien je eine Ausführung mit einem 40-seitigem Fotobuch oder einem „Strand-Handtuch“ als Beilage. Darüber hinaus gab es beim Onlinehändler Shop24Direct eine Ausführung mit dem Fotobuch und einer exklusiven Halskette mit Muschelanhänger.
CD-Ausführungen
- Hotel Tropicana CD
- Hotel Tropicana Fotobuch + CD
- Hotel Tropicana Premium Fotobuchedition[18]
- Hotel Tropicana Releasekonzert Bundle – 19:30 Uhr
- Hotel Tropicana Releasekonzert Bundle – 22:30 Uhr
- Hotel Tropicana Strand Handtuch Bundle
- Hotel Tropicana T-Shirt Bundle (Grau)
- Hotel Tropicana T-Shirt Bundle (Weiß)

### Promotion
Um das Album zu bewerben, erfolgte ein Liveauftritt mit Uns gehört die Welt sowie einem Wolkenfrei-Hit-Medley, zur Hauptsendezeit, in der Giovanni Zarrella Show am 25. Februar 2023. Bereits am 19. Januar 2023 wurde ein eigenständiges Wolkenfrei-Profil auf Instagram eingerichtet. Am 10. März 2023 bewarb Amazon Music, im Zuge der „(Re)Discover“-Kampagne, Wolkenfrei auf dem Mercedes-Platz in Berlin-Friedrichshain. Nach der Veröffentlichung wurde das Album in einem Werbespot beworben, der in diversen Werbeunterbrechungen der RTL Group ausgestrahlt wurde. Die Lieder Selfie von heut Nacht und Hotel Tropicana untermalten darüber hinaus Werbespots zur VOX-Doku-Soap Zwischen Tüll und Tränen. In der Woche der Albumveröffentlichung tätigte Mai zwei Autogrammstunden in Köln (3. April 2023) und Berlin (5. April 2023), in Kooperation mit der Marke Xperion. Am 22. April 2023 trat Mai erneut in der Giovanni Zarrella Show auf, wo sie die beiden Titel Hotel Tropicana und Selfie von heut Nacht präsentierte. Während der Show konnte in einer Social-Media-Abstimmung zwischen Die Zeit heilt alle Wunden und Hotel Tropicana abgestimmt werden. Es folgten weitere Auftritte zur Hauptsendezeit mit Hotel Tropicana und Selfie von heut Nacht bei der Starnacht am Neusiedler See (3. Juni 2023), oder mit Hotel Tropicana bei der Starnacht am Wörthersee (8. Juli 2023).
Eine eigenständige Tournee ist mit Wolkenfrei nicht geplant. Um das 10-jährige Jubiläum des Projekts zu feiern, fanden am 15. April 2023 zwei exklusive „Releasekonzerte“ statt, deren 1.400 Tickets nur mit dem Erwerb des Hotel Tropicana (Releasekonzert Bundle) zu erwerben waren. Die Konzerte fanden um 19:30 Uhr und 22:30 Uhr im Bergwerk Hotel Sonnenhof in Aspach (bei Backnang) statt, dem Ort, an dem Mai seinerzeit ihren ersten Liveauftritt mit Wolkenfrei absolvierte.

## Hintergrund
Im November 2022 kündigte Vanessa Mai erstmals in der Giovanni Zarrella Show ein „letztes“ Wolkenfrei-Album für 2023 an, allerdings wird das Projekt weiterhin nur von ihr verkörpert. Mit der Veröffentlichung der Single Uns gehört die Welt erschien im Februar 2023 schließlich erstmals seit 2015 wieder ein Werk unter dem Projektnamen „Wolkenfrei“, letztmals erschien mit Ein Engel in der Weihnachtszeit am 18. Dezember 2015 eine Veröffentlichung hierunter. Mai kehrt hiermit nicht nur zu dem Projekt, sondern auch zu ihren ehemaligen Autoren und Produzenten Olaf Bossi, Felix Gauder und Oli Nova zurück. Sie selbst beschrieb die Zusammenarbeit so, dass es sich wie damals angefühlt habe, als sei sie nie weg gewesen. Das Zusammentreffen mit Gauder beschrieb sie unter anderem mit folgenden Worten: „Ich hab bei ihm geklingelt, er hat die Tür aufgemacht und er sieht immer noch so aus wie früher. Dann läuft man ins Studio und es hängen die gleichen Goldenen Platten an der Wand, die Couch steht noch da. Es war ein Gefühl, wie nach Hause kommen.“
Das Comeback des Projektes erklärte Mai damit, das tief in ihrem inneren Wolkenfrei immer einen Platz in ihrem Herzen gehabt habe. Sie wisse, wo sie herkomme und habe nie keine Lust mehr auf Schlager gehabt. Mai habe nur eigene Wege gehen müssen, um jetzt wieder mit vollem Herzen das machen zu können, was sie schon damals so glücklichgemacht habe. Es habe erstmal stürmen müssen, damit es wieder Wolkenfrei werden könne. In einem Interview mit dem Norddeutschen Rundfunk erklärte Mai, das „Wolkenfrei“ ihr Sehnsuchtsort sei, ihr Fluchtort. Wenn es mit „Vanessa Mai“ ganz wild werde, dann flüchte sie sich in Wolkenfrei. Es fühle sich an, als ob man 10 Jahre übersprungen hätte und da weitermache, wo man aufgehört habe. Während eines Interviews mit SWR4 erklärte Mai zudem, das sich die Fans auch schon sehr lange ein Comeback gewünscht hätten. Diese hätten sie wissen lassen, dass sie den Klang von Wolkenfrei vermisst hätten und auch sie habe das immer in sich getragen. Die vergangenen Jahre seien sehr erfolgreich gewesen und sie hätte das jetzt einfach völlig frei für ihre Fans und sich selbst machen können.
Auf die Frage nach weiteren Veröffentlichungen unter dem Musikprojekt reagierte Mai mit den Worten: „Geplant war es wirklich nur einmal, aber natürlich reagiert man auf die tolle Resonanz. Ich bin jetzt 30 und ein bisschen weiser geworden. Ich genieße die Momente jetzt. Das konnte ich damals nicht so richtig“. Es würden jetzt auch viele nach einer Tour von Wolkenfrei fragen, aber diesen Druck wollen sie sich gar nicht machen. Mai und ihr Team wollten einfach die Musik zurückbringen, damit sie und die Fans Spaß daran haben würden.

## Inhalt
Alle Liedtexte des Albums sind in deutscher Sprache verfasst, auch wenn es sich bei Summer Kisses (englisch für „Sommerküsse“) um eine englischsprachige Titelbezeichnungen handelt. Der eigentliche Inhalt dieses Liedtextes ist jedoch auf Deutsch. Die Texte stammen alle von Felix Gauder. Er komponierte und schrieb diese zusammen mit den Koautoren Oli Nova (7 Titel), Daniel Gramer (5), Olaf Bossi (4), Julia Kautz (2) sowie Basti Becks und Linda Stark (je 1 Titel). Musikalisch bewegen sich die Lieder im Bereich der Popmusik, stilistisch im Bereich des Schlagers.
Den Albumtitel „Hotel Tropicana“ erklärte Mai damit, das Wolkenfrei immer Sehnsüchte angesprochen habe: „Fernweh, Sommer, Leichtigkeit, die Menschen träumen sich wohin“. Sie habe einen Albumtitel gewollt, der dieses Sehnsuchtsgefühl widerspiegele. In ein Hotel einchecken und nie wieder auschecken, das sei ein schöner Gedanke. Dieser Titel passe perfekt. Während der „Releasekonzerte“ erklärte Mai, dass einige Titel des Albums bereits zu Beginn des Projektes in den Jahren 2013/14 entstanden seien, so unter anderem Einmal Las Vegas und zurück. Der Namensgeber des Albums handelt unter anderem von Freiheit, einfach dem Alltag zu entfliehen („Komm, lass uns abhau’n, sag dem Alltag au revoir“) und spontan um die Welt zu reisen („Lass doch diе Koffer, lass uns einfach so fahr’n“). Mai singt dabei von Reisen ohne Rückflugticket („Mit ’nem One-Way-Ticket für zwei“) und den Zielen Havanna oder auch Miami. Sie selbst beschrieb Hotel Tropicana als eine Art Neuauflage von Wolke 7 und einem ihrer „absoluten Lieblingssongs“ des Albums. Es sei frech, total eingängig und der progressivste, modernste Titel auf dem Album. Ein Titel, der so richtig abgehe.
Erstmals seit Regenbogen (2017) ist kein Gastbeitrag auf einem Album von Mai enthalten. Die digitale Variante des Albums verfügt über zwei Bonustitel. Zum einen beinhaltet es einen sogenannten „Hazienda Mix“ zu Uns gehört die Welt, der von Gauder neu abgemischt wurde. Zum anderen wurde das Album um den Hotel Tropicana (Hit Mix) erweitert, dieser setzt sich aus den Liedern Selfie von heut Nacht, Uns gehört die Welt, Hotel Tropicana sowie Wahre Liebe tut nicht weh zusammen.
| #  | Titel                              | Autor(en)                                                  | Produzent(en) | Länge |
| -- | ---------------------------------- | ---------------------------------------------------------- | ------------- | ----- |
| 1  | Uns gehört die Welt                | Olaf Bossi, Felix Gauder                                   | Felix Gauder  | 3:19  |
| 2  | Bis zum Morgenrot                  | Felix Gauder, Daniel Gramer, Oliver Novakovic, Linda Stark | Felix Gauder  | 3:43  |
| 3  | Wolkenflieger                      | Felix Gauder, Daniel Gramer, Oliver Novakovic              | Felix Gauder  | 3:56  |
| 4  | Hotel Tropicana                    | Felix Gauder, Daniel Gramer, Oliver Novakovic              | Felix Gauder  | 3:36  |
| 5  | Selfie von heut Nacht              | Felix Gauder, Julia Kautz, Oliver Novakovic                | Felix Gauder  | 3:26  |
| 6  | Summer Kisses                      | Felix Gauder, Daniel Gramer, Oliver Novakovic              | Felix Gauder  | 3:15  |
| 7  | Einmal Las Vegas und zurück        | Olaf Bossi, Felix Gauder                                   | Felix Gauder  | 3:42  |
| 8  | Wahre Liebe tut nicht weh          | Felix Gauder, Julia Kautz, Oliver Novakovic                | Felix Gauder  | 3:02  |
| 9  | Flieg mit mir                      | Felix Gauder, Daniel Gramer, Oliver Novakovic              | Felix Gauder  | 3:41  |
| 10 | Wenn ich jetzt nicht geh           | Olaf Bossi, Felix Gauder                                   | Felix Gauder  | 3:42  |
| 11 | Die Zeit heilt alle Wunden         | Basti Becks, Felix Gauder                                  | Felix Gauder  | 4:00  |
| 12 | Zurück im Zauberland               | Olaf Bossi, Felix Gauder                                   | Felix Gauder  | 3:18  |
|    | Digitale Version                   |                                                            |               |       |
| 13 | Uns gehört die Welt (Hazienda Mix) | Olaf Bossi, Felix Gauder                                   | Felix Gauder  | 3:18  |
| 14 | Hotel Tropicana (Hit Mix)          | Felix Gauder, Daniel Gramer, Oliver Novakovic              | Felix Gauder  | 4:53  |

## Singleauskopplungen
Aus dem Album wurden drei Singles ausgekoppelt. Zunächst erschien vorab die Single zu Uns gehört die Welt. Diese erschien am 3. Februar 2023 als 2-Track-Single zum Download und Streaming. Als B-Seite beinhaltet sie den sogenannten „Hazienda Mix“ des Liedes. Am Tag der Singleveröffentlichung erschien auch das dazugehörige Musikvideo. BR Schlager kürte Uns gehört die Welt zum „Schlager der Woche“, der Weser-Kurier zu einem der „Musik-Highlights der Woche“, das deutschsprachige Onlineportal schlager-charts.com zur „Neuerscheinung der Woche“ und Spotify Deutschland beschrieb es als „Soundtrack für den Sommer“. Das Lied verfehlte die offiziellen Singlecharts, konnte sich jedoch am 14. April 2023 an der Chartspitze der wöchentlichen deutschen Konservativ Pop Airplaycharts platzieren. Auch in den monatlichen Konservativ Pop Airplaycharts erreichte es im Monat März 2023 die Chartspitze. Darüber hinaus konnte sich das Lied auf Rang 16 der Downloadcharts sowie Rang 93 der Airplaycharts platzieren.
Uns gehört die Welt sei die erste Singleauskopplung geworden, weil Mai und ihr Team einen ersten Titel als erstes Lebenszeichen haben wollten, der sofort die Leute in den ersten drei Sekunden einfange. Dass die Menschen die ersten Noten hören und sagen würden: „Boah, dass ist Wolkenfrei und das hab ich vermisst“. Es sei einfach ein schönes Lied, das viel Spaß mache und Wolkenfrei absolut repräsentiere – so Mai.
Als zweite Single wurde das Lied Selfie von heut Nacht ausgekoppelt. Das Lied erschien zunächst als Videoauskopplung am Tag der Albumveröffentlichung. Am 21. April 2023 wurde es als digitale 2-Track-Single, mit dem sogenannten „Jojo Dance Mix“, veröffentlicht. Das dazugehörige Musikvideo wurde – wie das zu Uns gehört die Welt – auf Teneriffa gedreht und zeigt Mai, die den Tag an verschiedenen Schauplätzen in der Altstadt Teneriffas verbringt. Das Lied verfehlte auch die Singlecharts, erreichte aber ebenfalls die Chartspitze der Konservativ Pop Airplaycharts sowie Rang 100 der Airplaycharts.
Nachdem der Namensgeber Hotel Tropicana am 17. März 2023 als Promo-Single erschien, wurde es am 7. Juli 2023 als offizielle dritte Single ausgekoppelt. Diese erschien wie seine Vorgänger als digitale Single und setzt sich aus der Albumversion, einem „DJ Mix“ sowie der sogenannten „Miami-Havana-Version“ zusammen. Bei Hotel Tropicana (Miami Havana) handelt es sich um eine englische Version des Liedes. Es ist die erste offizielle englischsprachige Aufnahme von Mai, die auf einem Tonträger erschien. Das Stück verfehlte ebenfalls die offiziellen Singlecharts, erreichte jedoch Rang vier der wöchentlichen Konservativ Pop Airplaycharts (8. September 2023), Rang fünf der monatlichen Konservativ Pop Airplaycharts (August 2023) sowie Rang 70 der Downloadcharts (24. März 2023).

## Mitwirkende
Albumproduktion
- Basti Becks: Komponist (Lied 11), Liedtexter (Lied 11)
- Olaf Bossi: Komponist (Lieder: 1, 7, 10, 12), Liedtexter (Lieder: 1, 7, 10, 12)
- Felix Gauder: Abmischung (Lieder: 1–12), Komponist (Lieder: 1–12), Liedtexter (Lieder: 1–12), Mastering (Lieder: 1–12), Musikproduzent (Lieder: 1–12), Programmierung (Lieder: 1–12), Tonmeister (Lieder: 1–12)
- Daniel Gramer: Komponist (Lieder: 2–4, 6, 9), Liedtexter (Lieder: 2–4, 6, 9)
- Julia Kautz: Komponist (Lieder: 5, 8), Liedtexter (Lieder: 5, 8)
- Vanessa Mai: Gesang (Lieder: 1–12)
- Oliver Novakovic (Oli Nova): Komponist (Lieder: 2–6, 8–9), Liedtexter (Lieder: 2–6, 8–9)
- Linda Stark: Komponist (Lied 2), Liedtexter (Lied 2)

Visualisierung (Cover)
- Sandra Ludewig: Fotograf

Unternehmen
- AFM Publishing: Verlag (Lieder: 1–10, 12)
- Ariola: Musiklabel
- Concord Music: Verlag (Lied 11)
- Edition Intro Meisel: Verlag (Lieder: 2–6, 8–9)
- Jojo Music Studios: Tonstudio (Lieder: 1–12)
- Lidalula Musikverlag: Verlag (Lieder: 1, 7, 10, 12)
- OneTwoFour Publishing: Verlag (Lieder: 1–10, 12)
- Sony Music Entertainment: Vertrieb

## Rezeption

### Rezensionen
Dani Fromm vom deutschsprachigen Online-Magazin laut.de vergab lediglich einen von fünf Sternen für Hotel Tropicana. Er ist der Meinung, dass Felix Gauder den perfekten Weg gefunden habe, um aus minimalem Aufwand maximalen Profit zu schlagen. Unter den zwölf Titeln befinde sich mit Die Zeit heilt alle Wunden eine Klavierballade, der Rest entpuppe sich als nach absolut identischem Muster gestrickt: „Die Melodie kommt aus dem Alleinunterhalter-Keyboard, der Vierviertelbummsbeat direkt aus der Discofox-Hölle, kurz vor Ende setzt es recht zuverlässig noch einen Tonartwechsel. Modulate!“ Dazu singe Mai, deren Stimme noch immer weder mit besonderem Volumen noch mit exorbitanter Range noch mit sonst irgendetwas beeindrucke, von den Themen, auf die sich „Billoschlager“ in Deutschland eingeschossen habe: „Fernweh und ewige Liebe, unterschiedslos verpackt in immer die gleichen drei zerfledderten Metaphern“. Ein Stück klinge wie das nächste, auch die Unterschiede zwischen Uns gehört die Welt und dem Hazienda Mix müsse man mit der Lupe suchen. Bei den Texten lasse sich genau so leicht durcheinanderkommen. Wie viel Einfallsreichtum in den Texten stecke, lasse schon der bei den Eagles und Wham! zusammengeborgte Albumtitel recht genau erahnen. Zum Abschluss kommentierte Fromm die Strophenzeile „Sag’ mal, spürst du es manchmal auch, so wie ich? Dieses Ich-muss-hier-weg-Gefühl?“ mit den Worten: „Also … ich fühls!“ Im Juni 2023 kürte die Redaktion das Album zu einem der „schlechtesten Alben des Halbjahres“.

### Charts und Chartplatzierungen
Hotel Tropicana stieg am 7. April 2023 auf Rang drei der deutschen Albumcharts ein, was zugleich die beste Platzierung darstellte. Es war der höchste Neueinsteiger und musste sich lediglich Das ist los (Herbert Grönemeyer) und dem Spitzenreiter Memento Mori (Depeche Mode) geschlagen geben. Das Album konnte sich fünf Wochen in den Top 100 platzieren, letztmals am 5. Mai 2023. In den Midweekcharts platzierte sich das Album noch auf Rang zwei hinter Memento Mori. Darüber hinaus erreichte es ebenfalls Rang zwei der deutschsprachigen Albumcharts, wo es sich nur Das ist los geschlagen geben musste. In Österreich erreichte das Album mit Rang zehn seine beste Chartnotierung in der ersten Verkaufswoche am 11. April 2023 und platzierte sich zwei Wochen in den Charts. In der Schweiz platzierte sich Hotel Tropicana eine Woche in den Charts und erreichte dabei am 9. April 2023 Rang 21.
Für Mai avancierte Hotel Tropicana zum neunten Chartalbum in Deutschland, Österreich und der Schweiz. In Deutschland und Österreich erreichte sie mit dem achten Studioalbum in Folge die Top 10. Als Wolkenfrei ist es ihre bislang beste Chartplatzierung in Deutschland und der Schweiz, diese erreichte zuvor Wachgeküsst (2015) mit Rang sieben in Deutschland und Rang 25 in der Schweiz.